# Siegerländer Kunstturnvereinigung
Die Siegerländer Kunstturnvereinigung e.V. ist eine Startvereinigung der kunstturntreibenden Vereine des Siegerlandes. 
Die SKV wurde 1974 gegründet. Der Vereinigung gehören die Vereine TuS Kaan-Marienborn, TVE Eintracht Dreis-Tiefenbach, TV Eichen, TG Friesen Klafeld-Geisweid, TV "Hoffnung" Littfeld, TV Kreuztal, TV Neunkirchen, TV Freudenberg, TV Allenbach und TV Kredenbach-Lohe an. In den Jahren 1978 und 1979 steht der Sieg im Bundesliga-Finale der Kunstturner zu Buche. Dies stellt den bislang größten Vereinserfolg dar. Anschließend gehörte man mehrere Jahre lang der 1. und 2. Bundesliga an. Am 27. Januar 2014 stieg die SKV nach dem Rückzug des FC Bayern München aus der höchsten deutschen Liga als Nachrücker erneut in die 1. Bundesliga auf. Derzeitiger (Stand: Januar 2014) Trainer der Mannschaft ist der rumänische Silbermedaillengewinner der Olympischen Sommerspiele 1996 Dan Burincă.